# ジュエルポッド
ジュエルポッド（Jewelpod）は、セガトイズが日本で発売している女児向け玩具。スマートフォンを模したタッチパネル式の電子玩具である。

## 概要
最初のバージョンの発売時から一貫してセガトイズとサンリオが共同開発したキャラクターである「ジュエルペット」のテレビアニメとタイアップしており、作中では主にコミュニケーションツールとして用いられている。毎年4月にアニメが新シリーズへ代わる度にジュエルポッドも高機能化された新型が登場し、2015年までに6世代のバージョンが発売されている。
世代の異なる機種同士でも「魔法文字」を使用した赤外線通信が可能だが、第3世代のダイアモンドで追加されたアルファベットや記号の受信は前2世代に対応していない。
開発当初は「三年構想」を掲げていた。

## 歴代商品
関連商品である「ジュエルミュージックポッド」「ジュエルパッド」「ジュエルウォッチ」も本項で扱う。

### ジュエルポッド
2010年11月18日に発売された第1世代のバージョン。開発当初の「三年構想」の第一弾。アニメの第2シリーズ『ジュエルペット てぃんくる☆』とタイアップしている。
2010年春頃に企画された。もともとはセガトイズがアニメとは別に企画した玩具であり、女児の憧れとしてのスマートフォンに、セガトイズ側が着目した結果である。プロモーションの一環として、アニメでキャラクターが持つアイテムとして登場することになった。
画面は液晶ディスプレイではなく、タッチパネル上に魔法陣を模したデザインが描かれており、十字に配置された入力キーを所定の動作でスライドさせることにより「魔法文字」を入力して赤外線通信で相手のジュエルポッドに音声メールを送信できる。この動作は手旗信号をヒントに考案された。機種は音声別にルビー（声 - 齋藤彩夏）とラブラ（声 - 沢城みゆき）の2タイプ。電源は単4形乾電池3本。
ジュエルポッドの開発を担当した宮崎奈緒子は「年間2〜3万台売れればいいな」と思っていたというが、最終的には第1世代の販売台数は10万台に達した。

### ジュエルポッドクリスタル
2011年8月3日に発売された第2世代のバージョン。開発当初の「三年構想」の第二弾。アニメの第3シリーズ『ジュエルペット サンシャイン』とタイアップしている。
モノクロ液晶を搭載し、第1世代と同様のタッチパネル上のスライド動作により「魔法文字」を入力し音声メールを送信する機能が引き続き搭載されているほか、ミニゲームや占いなどの機能が追加された。発売当初、配色がノーマル（薔薇色）とホワイトの2種類だったが、2012年3月29日にミニゲームを追加したジュエルポッドクリスタル プラスがピンクとパープルで発売されている。電源はいずれも前世代と同じ単4形乾電池3本。
第2世代の販売台数は20万台。

### ジュエルポッドダイアモンド
2012年7月26日に発売された第3世代のバージョン。開発当初の「三年構想」の第三弾。アニメの第4シリーズ『ジュエルペット きら☆デコッ!』とタイアップしている。
カラー液晶を採用し、新たにカメラ機能を搭載するなど高機能化が図られている。「魔法文字」の入力方法は前2世代と同様だが、本機種では対応する文字の種類が平仮名のみでだった前2世代より増加し、アルファベットや記号の入力もできる。また、SDカードスロットがあり、公式サイトで配布または市販されるアプリをSDカードに保存して読み取ることで機能拡張できるようになった。発売当初、配色はピンク・パープル・ブルーの3種類だったが、2013年4月5日に限定カラーとしてパールホワイトが発売。電源は単4形乾電池4本に増えた。
第3世代の販売台数は50万台以上。

### ジュエルミュージックポッド
2013年4月25日に発売されたジュエルポッドダイヤモンドの連動玩具。アニメの第5シリーズ『ジュエルペット ハッピネス』とタイアップしている。

### ジュエルポッドダイアモンドプレミアム
2013年7月26日に発売された第4世代のバージョン。開発当初の「三年構想」終了後の初のシリーズ。アニメの第5シリーズ『ジュエルペット ハッピネス』とタイアップしている。
セガトイズの2013年11月22日付報道発表によると、ジュエルポッドシリーズ発売から3年で、シリーズ累計販売100万台を突破した。

### ジュエルポッドプレミアムハート
2014年5月22日に発売された第5世代のバージョン。アニメの第6シリーズ『レディ ジュエルペット』とタイアップしている。

### ジュエルパッド
2014年8月7日に発売されたタブレット型の玩具。ジュエルポッドの上位モデルである。アニメの第6シリーズ『レディ ジュエルペット』とタイアップしている。

## 派生商品

### ジュエルウォッチ
2015年4月30日に発売された腕時計型の玩具。
「日本初のJS（女子小学生）向けウェアラブルトイ」をコンセプトとする。アニメの第7シリーズ『ジュエルペット マジカルチェンジ』とタイアップしている。

### ジュエルポッドマジック
2015年8月6日に発売された第6世代のバージョン。アニメの第7シリーズ『ジュエルペット マジカルチェンジ』とタイアップしている。

## 連携製品
おしゃべり通信ぬいぐるみ ルビー/ラブラ
2011年発売。ジュエルポッド（3世代とも対応）で入力した「魔法文字」に合わせて発声する。

## 姉妹商品

### JSポッド・JSポッドプレミアム
2013年7月26日、「ジュエルポッドダイアモンド プレミアム」と同時発売。独自のアプリとして、JSポッドには「おもしろペット」が、JSポッドプレミアムには「イケメン」が搭載される。ジュエルポッドがジュエルペットの本来の想定年齢より上の層に、スマートフォンを意識して買われていることを知ったセガトイズが、小学校高学年をターゲットとして開発した。

### Mepodミー☆ポッド
2017年7月20日に発売。2018年8月時点での販売台数は5万台。

### ディズニーキャラクター
ディズニーキャラクターとのタイアップ商品。

#### マジカルポッド
2015年11月5日に発売。販売台数は25万台を突破した。

#### マジカルウォッチ
2015年11月19日に発売された腕時計型の玩具。

#### マジカルパッド
2016年11月10日に発売されたタブレット型の玩具。

#### マジカル・ミー・ポッド
2017年10月発売。販売台数は13万台を突破した。

#### マジカル・ミー・パッド
2018年8月9日に発売されたタブレット型の玩具。

#### Princess Pod（プリンセスポッド）
2019年6月27日発売。

### リルリルフェアリル
セガトイズとサンリオが共同開発したキャラクターである「リルリルフェアリル」のテレビアニメとタイアップした商品。

#### フェアリルカメラ
2016年4月28日に発売されたカメラ型の玩具。アニメ第1シリーズ『リルリルフェアリル〜妖精のドア〜』とタイアップしている。

#### フェアリルパッド
2016年10月27日に発売されたタブレット型の玩具。アニメ第1シリーズ『リルリルフェアリル〜妖精のドア〜』とタイアップしている。

#### フェアリル魔法の鏡
2017年7月27日に発売された鏡型の玩具。アニメ第2シリーズ『リルリルフェアリル〜魔法の鏡〜』とタイアップしている。